# ソユーズTM-18
ソユーズTM-18 (Союз ТМ-18 / Soyuz TM-18) は、宇宙ステーション・ミールへの往来を目的とした、18回目の有人ミッションである。コールサインは「デルベーント」。
アファナシェフとウサチェフはミールで179日間を過ごした（ミールEO-15）。ポリャコフ博士は420日間ミールに滞在した後、1995年3月にソユーズTM-20で地球に帰還した（ミールLD-4）。

## 乗組員

### 打上げ時
- ヴィクトル・アファナシェフ (2) -  ロシア
- ユーリー・ウサチェフ (1) -  ロシア
- ワレリー・ポリャコフ (2) -  ロシア

### 帰還時
- ヴィクトル・アファナシェフ (2) -  ロシア
- ユーリー・ウサチェフ (1) -  ロシア